# Alessandro Bono (album)
Alessandro Bono è il primo album dell'omonimo cantautore italiano, pubblicato dall'etichetta discografica CBS nel 1988.
Furono tre i video estratti: Gesù Cristo, Un amico come me e Di solo amore.

## Tracce
1. Gesù Cristo
2. Un amico come me
3. Lo zucchero
4. Per una volta
5. Di solo amore
6. Spazzatura
7. British Island
8. Il giorno della terra

## Formazione
- Alessandro Bono – voce, pianoforte, chitarra, organo Hammond
- Piero Gemelli – chitarra elettrica, chitarra acustica
- Mario Lavezzi – chitarra elettrica
- Alfredo Golino – batteria
- Matteo Fasolino – tastiera
- Giorgio Cocilovo – chitarra elettrica
- Pino Palladino – basso
- Demo Morselli – tromba
- Claudio Pascoli – sax
- Malcolm Macdonald, Giulia Fasolino, Silvio Pozzoli – cori